# هیلزبورو (شهرک)، ویسکانسین
هیلزبورو (به انگلیسی: Hillsboro) یک منطقهٔ مسکونی در ایالات متحده آمریکا است که در شهرستان ورنن، ویسکانسین واقع شده‌است. هیلزبورو ۹۲٫۳ کیلومتر مربع مساحت و ۷۶۶ نفر جمعیت دارد و ۳۴۷ متر بالاتر از سطح دریا واقع شده‌است.